# Barei (cantora)
Bárbara Reyzábal González-Aller (Madrid, 28 de março de 1982) conhecida por seu nome artístico Barei, é uma cantora e compositora espanhola.
Em 1 de fevereiro de 2016 foi escolhida como representante da Espanha na 61.ª edição do Festival Eurovisão da Canção, com a canção «Say Yay!».

## Biografia

### Início de carreira
Em 2001, Barei participou do dueto Dos Puntos com Gonzalo Nuche no Festival Internacional da Canção de Benidorm, com a música «Abrazo del tiempo». Terminaram em segundo lugar na noite do festival, mas foram declarados vencedores, devido à desqualificação do primeiro colocado. Logo após o festival, Barei mudou-se para Miami, onde gravou algumas demos do género pop latino, mas decidiu não publicá-las. De volta à Madrid, começou a apresentar-se de forma mais habitual nas salas de concerto da cidade.

### 2011–2014: Primeiro álbum de estúdio e outrossingles
Em 2011, Barei lançou seu primeiro álbum, Billete para no volver, inteiramente em língua espanhola, com produção de Rubén Villanueva. Após este álbum, Barei começou a lançar um single em língua inglesa a cada três meses, começando com «Play» em outubro de 2012. Alguns destes singles, como «Foolish Nana» (2013), tornaram-se um sucesso. «Another's Life» (2013) alcançou o Top 30 na lista das canções mais populares do iTunes, e alcançou cerca de 600 000 visualizações no YouTube, enquanto a canção «Wildest Horses» (2014) obteve 1,5 milhões de visualizações.

### 2015: Segundo álbum de estúdioThrow the Dice
Seu segundo álbum de estúdio intitulado Throw the Dice, foi lançado a 7 de abril de 2015, sendo fortemente influenciado pelos géneros musicais pop britânico e estado-unidense, funk, soul, e incluiu as canções «Foolish Nana», «Another's Life» e «Wildest Horses», que já haviam sido lançadas anteriormente.
Em setembro de 2015, Barei lançou a canção «Time to Fight», que ela e Fernando Montesinos escreveram, e que a Atresmedia utilizou como música-tema para a Liga dos Campeões da UEFA de 2015–16.
Como compositora para outros artistas, em 2015, Barei foi a autora da canção de Malú, «Encadenada a ti», o segundo single do álbum Caos; Barei também foi a responsável pela adaptação em espanhol da letra da canção «La última superviviente» de Edurne, que foi incluída no álbum Adrenalina.

### 2016–actualmente: Festival Eurovisão da Canção
A 29 de dezembro de 2015, a Radiotelevisión Española (RTVE) anunciou Barei como uma das seis candidatas para representar a Espanha no Festival Eurovisão da Canção 2016.
A 20 de janeiro, a canção «Say Yay!» composta por Barei, Rubén Villanueva e Víctor Púa, foi publicada no sítio da RTVE.
A 1 de fevereiro foi realizada a cerimónia de selecção do representante espanhol no Festival Eurovisão da Canção (Objetivo Eurovisión) no canal La 1 da Televisión Española. Nela, Barei conquistou o primeiro lugar com 114 pontos, sendo a mais votada pelo júri no estúdio televisivo e pelo público, e a segunda pelo jurado internacional, sendo, portanto, escolhida para representar a emissora pública no Festival Eurovisão da Canção 2016.

## Discografia

### Álbuns de estúdio
Última actualização: 10 de fevereiro de 2016.
| Título                 | Detalhes do álbum                                                                       |
| ---------------------- | --------------------------------------------------------------------------------------- |
| Billete para no volver | - Lançado: 5 de abril de 2011 - Formato(s): Descarga digital, CD - Editora: Barei Music |
| Throw the Dice         | - Lançado: 2015 - Formato(s): Descarga digital, CD - Editora: Barei Music               |

### Singles
Última actualização: 10 de fevereiro de 2016.
| Título | Ano              | Desempenho nas paradas musicais | Álbum                |
| Título | Ano              | Promusicae                      | Álbum                |
| ------ | ---------------- | ------------------------------- | -------------------- |
| 2012   | "Play"           | —                               | Não incluso em álbum |
| 2013   | "Another's Life" | —                               | Throw the Dice       |
| 2013   | "Foolish Nana"   | —                               | Throw the Dice       |
| 2014   | "Wildest Horses" | 36                              | Throw the Dice       |
| 2014   | "You Fill Me Up" | —                               | Throw the Dice       |
| 2015   | "Time to Fight"  | —                               | Não incluso em álbum |
| 2015   | "Get Up and Go"  | —                               | Não incluso em álbum |
| 2016   | "Say Yay!"       | 6                               | Não incluso em álbum |